# Ironside (serie televisiva 1967)
Ironside è una serie televisiva statunitense di genere poliziesco, trasmessa per 8 stagioni dalla NBC, dal 1967 al 1975.
Protagonista della serie è Raymond Burr, che aveva appena smesso i panni di Perry Mason nell'omonima serie televisiva di successo (1957-1966): qui interpreta un consulente della Squadra Omicidi di San Francisco, costretto sulla sedia a rotelle dopo essere stato vittima di un attentato.
Grazie alla serie, Raymond Burr si è guadagnato sei Emmy e due candidature al Golden Globe, mentre il celebre tema musicale della serie è di Quincy Jones. La serie uscì anche col titolo A Man Called Ironside in Gran Bretagna; in Italia è stata sottotitolata spesso Ironside, a qualunque costo.
Nel 2013 è stato realizzato un rifacimento televisivo intitolato Ironside, ma la serie non ha riscontrato il successo sperato ed è stata cancellata dopo pochi episodi.

## Trama
Ironside, ex-capo e consulente speciale della polizia di San Francisco, costretto su una sedia a rotelle in seguito a un attentato, combatte il crimine con i suoi assistenti Ed Brown, Eve Whitfield e Mark Sanger.

## Episodi
| Stagione         | Episodi | Prima TV originale | Prima TV Italia |
| ---------------- | ------- | ------------------ | --------------- |
| Prima stagione   | 28      | 1967-1968          | 1970            |
| Seconda stagione | 26      | 1968-1969          |                 |
| Terza stagione   | 26      | 1969-1970          |                 |
| Quarta stagione  | 26      | 1970-1971          |                 |
| Quinta stagione  | 25      | 1971-1972          |                 |
| Sesta stagione   | 24      | 1972-1973          |                 |
| Settima stagione | 25      | 1973-1974          |                 |
| Ottava stagione  | 19      | 1974-1975          |                 |

### Film TV
Il 4 maggio 1993 è anche andato in onda un film per la televisione "reunion": Il ritorno di Ironside (The Return of Ironside).

## Guest-star
Durante le 8 stagioni dello show si sono alternate moltissime guest star: Kim Darby, Antonio Fargas, Tiny Tim, Randolph Mantooth, Sharon Gless, Bernie Kopell, Frank Gorshin, Jess Walton, Pernell Roberts, Alan Oppenheimer, E.G. Marshall, Harrison Ford, John Schuck, Ingrid Pitt, Susan Saint James, Ivan Dixon, Harry Townes, Pat Hingle, Norman Alden, Anne Francis, David Carradine, Charo, Joseph Campanella, Bernard Fox, Tyler McVey, Robert Webber, Alan Hale Jr., Marion Ross, Marcia Strassman, Susan Sullivan, Suzanne Pleshette, Bo Hopkins, James Hong, Jeanne Cooper, Paul Winfield, Harold Gould, James Farentino, Robert Reed, Bill Bixby, David Cassidy, David Hartman, E.G. Marshall, Dana Elcar, Tina Louise, Lincoln Kilpatrick, Robert Karnes, Greg Mullavey, Rod Serling, Gene Raymond, Francine York, Peter Mark Richman, Clu Gulager, Joel Grey, James Hong, Van Williams, John Hoyt, Scott Glenn, William Windom, Dorothy Malone, Robert Alda, Barbara Rush, Jack Kelly, Jason Wingreen, George Takei, George Wallace, Diana Muldaur, Jodie Foster, William Katt, Lee Grant, Steve Forrest, Susan Olsen, David Hartman, Michael Lerner, Edward Asner, Darwin Joston, John Rubinstein, Jack Lord, Scott Marlowe, Norman Fell, Gavin MacLeod, Gary Collins, William Shatner, Bobby Darin, Martin Sheen, Cheryl Ladd, William Daniels, William Schallert, Burgess Meredith, Vic Tayback, Arch Johnson, James Drury, John Saxon, Bruce Lee, Ricardo Montalbán e David Wayne.

## Critica
"La serie ha il merito di sciogliere Burr dall'identificazione con il personaggio di Perry Mason e di offrire vaghi riferimenti alle istanze di contestazione, assai vive negli anni di produzione del telefilm, e incarnate soprattutto nel personaggio di Mark Sanger e dalla sua voglia di riscatto" (Aldo Grasso).